# 練馬総合運動場
練馬総合運動場（ねりまそうごううんどうじょう）は、東京都練馬区練馬二丁目29-10にある、公益社団法人練馬区体育協会が管理する多目的運動場。
施設北側の石神井川沿いには銀杏並木が続いている。

## 沿革
- 1938年（昭和13年）4月 - 中央大学練馬運動場として開場。
1922年に石神井川流域の耕地整理が完了し、流域の畑地化が行われたが、この付近は深田で低湿地のため、畑地化しても作物の出来が悪いため、中央大学が買収して競技場や学生寮を置いた。
- 1949年（昭和24年）3月20日 - 東京陸上競技協会記録会が開かれ、日本で初めてスターティングブロックを使用した。
  - この間、中央大学練馬グラウンドとなる[要出典]。
- 1973年（昭和48年） - 中央大学がグラウンド移転を意向表明。
- 1974年（昭和49年） - 東京都が同地の買収を開始。
- 1977年（昭和52年）3月 - 東京都が同地の買収を終了し、練馬区が借用する。
- 1978年（昭和53年）6月1日 - 一般開放し、練馬総合運動場となる。
- 現在 - 練馬区体育協会が管理する。

将来は、東京都市計画道路幹線街路補助線街路第172号線および区道が、運動場内を貫通し、その道路整備と合わせて、練馬総合運動場公園として整備予定。

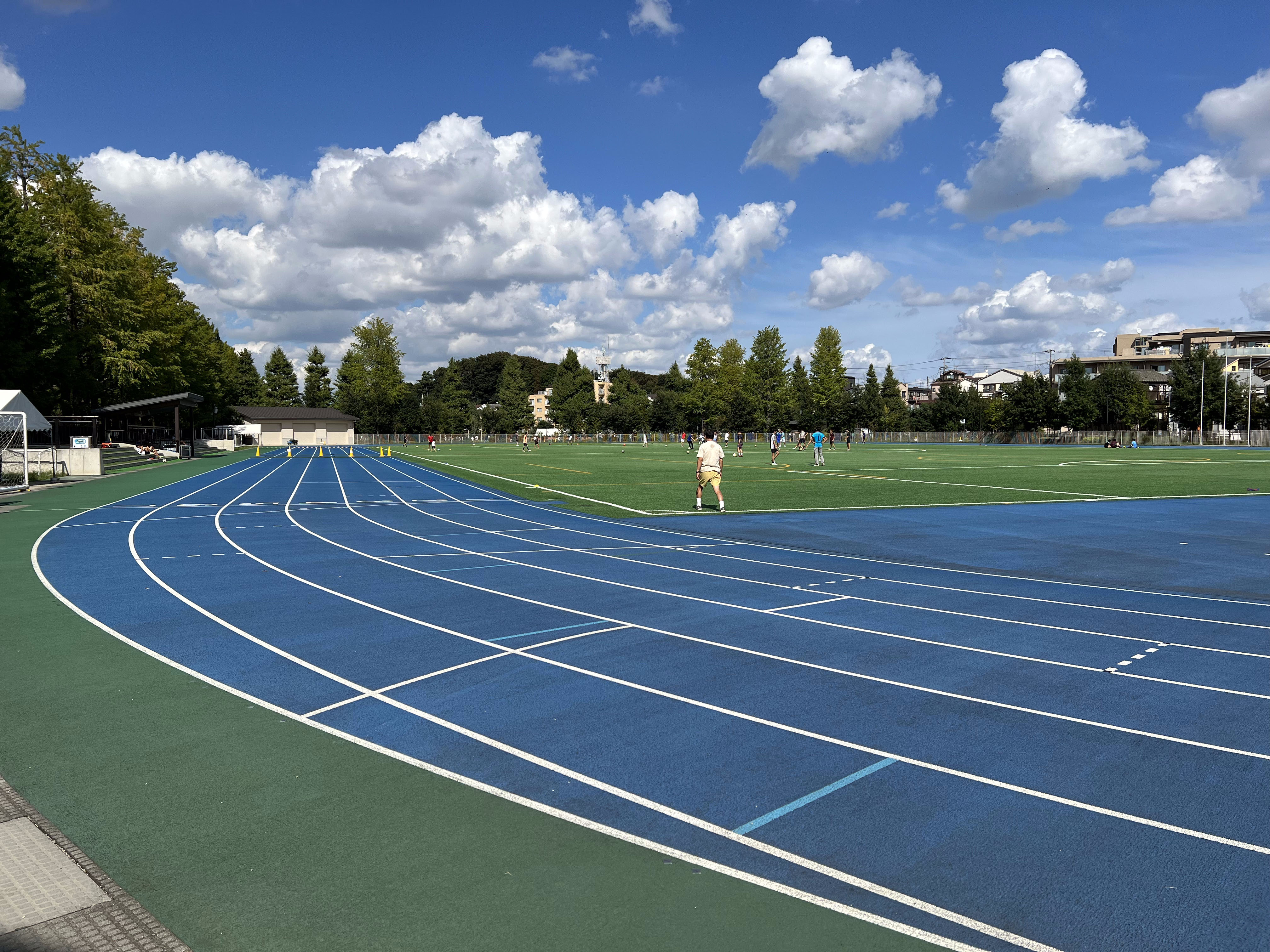
陸上競技場
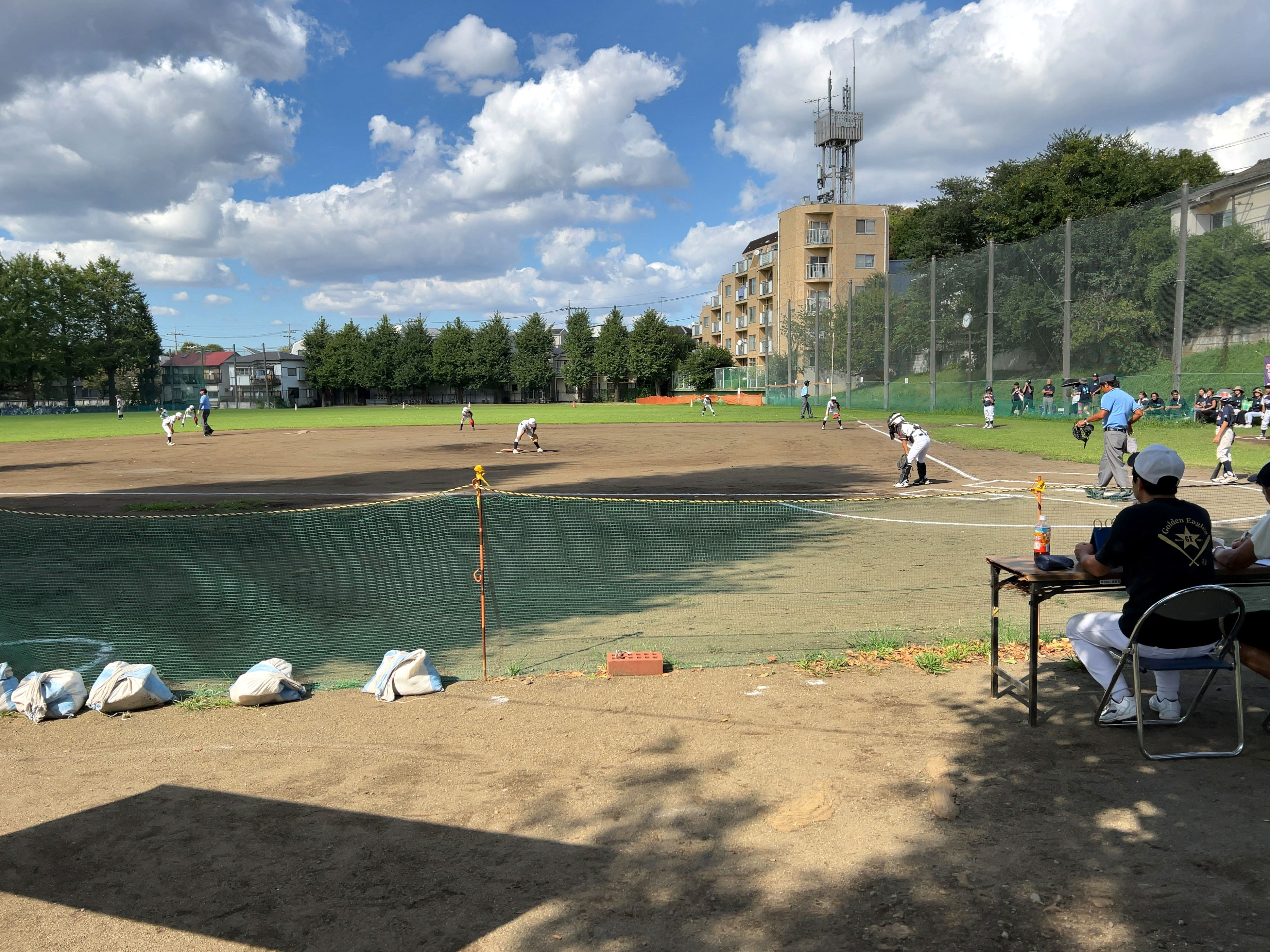
多目的広場

## イベント
- 練馬まつり（毎年10月）